# Marcelinho Carioca
Marcelinho Carioca (sinh ngày 31 tháng 12 năm 1971) là một cầu thủ bóng đá người Brasil.

## Đội tuyển bóng đá quốc gia Brasil
Marcelinho Carioca thi đấu cho đội tuyển bóng đá quốc gia Brasil từ năm 1998 đến 2001.

## Thống kê sự nghiệp
| Đội tuyển bóng đá Brasil | Đội tuyển bóng đá Brasil | Đội tuyển bóng đá Brasil |
| Năm                      | Trận                     | Bàn                      |
| ------------------------ | ------------------------ | ------------------------ |
| 1998                     | 2                        | 2                        |
| 1999                     | 0                        | 0                        |
| 2000                     | 0                        | 0                        |
| 2001                     | 1                        | 0                        |
| Tổng cộng                | 3                        | 2                        |